# Myrmecaelurus tabarinus
Myrmecaelurus tabarinus är en insektsart som beskrevs av Navás 1913. Myrmecaelurus tabarinus ingår i släktet Myrmecaelurus och familjen myrlejonsländor. Inga underarter finns listade i Catalogue of Life.